# Mount Granholm
Mount Granholm är ett berg i Antarktis. Det ligger i nordvästra delen av Admiralty Mountains i Viktorias land i Östantarktis. Nya Zeeland gör anspråk på området. Toppen på Mount Granholm är 2 440 meter över havet.